# Herman van den Eerenbeemt
Hermanus Jacobus Maria (Herman) van den Eerenbeemt (Amsterdam, 12 augustus 1962) is een voormalige Nederlandse roeier. Hij vertegenwoordigde Nederland op verschillende grote internationale wedstrijden. Zo nam hij tweemaal deel aan de Olympische Spelen, maar won hierbij geen medaille.
In 1984 maakte hij zijn olympisch debuut op de Spelen van 1984 in Los Angeles. Hij vertegenwoordigde Nederland hierbij bij de skiff. Vier jaar later op de Olympische Spelen van 1988 in Seoel behaalde hij op de dubbel-vier de kleine finale. Met een tijd van 5.55,72 eindigde het Nederlandse team op een achtste plaats overall.
Eerenbeemt was lid van de roeivereniging ASR Nereus in Amsterdam.

## Palmares

### roeien (skiff)
- 1984: series OS - 7.34,28

### roeien (dubbel-twee)
- 1980: 9e WK junioren - 5.09,60

### roeien (dubbel-vier)
- 1983: 8e WK - 6.01,15
- 1986: 5e WK - 5.53,62
- 1988: 8e OS - 5.55,72
- 1989:  WK - 6.03,99
- 1990: 5e WK - 5.44,80

Robert Bakker · 
Hans Kelderman · 
Jürgen Nelis · 
Herman van den Eerenbeemt